# Chris og chokoladefabrikken
Chris og chokoladefabrikken er et radio-satire-program, der kørte fra 2001 til 2002 på P3.
Programmet blev lavet af Rune Tolsgaard og Esben Pretzmann også kendt som Svedbanken. I 2003 udkom 11 af afsnittene, sammen med andet af Svedbankens materiale, på cd. 
Programmet handlede om Chris, der hver dag ringede til sin chef, for at forsøge at få fri fra arbejde, hvilket dog aldrig lykkedes. Eksempler på undskyldninger:
- "Jeg er faldet ned med en flyvemaskine i nat, chef"
- "Der er nogen, der har stillet et 10-meter højt ringbind udenfor min dør i nat, chef" (Chris & Chokoladefabrikken afsnit 5)
- "Så kom jeg til at indånde en fugl", "det var sådan en lille solsort"
- "Jeg har lige fået besøg af Poul Thomsen, ham kender jeg slet ikke"
- "Jeg var oppe hos min læge i går, og han sagde jeg snart skal dø"
- "Jeg blev kørt ned af en kran i nat Chef"
- "Jeg kom til at sove inde i ovnen i nat Chef"

Til sidst ender det altid med, at chefen siger: Du kommer inden 10 minutter, eller du er fyret, og Chris siger: Okay chef.